# Program Bion

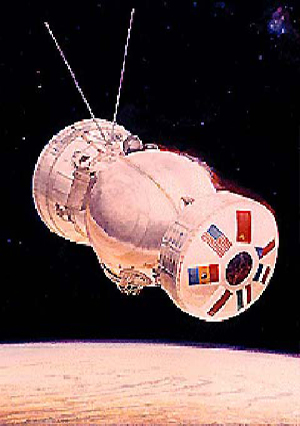
Družice Bion nakreslená výtvarníkem NASA

Program Bion (rusky Бион) byl sovětský výzkumný program zaměřený na studium účinků stavu beztíže na živé organismy. Ústřední částí programu bylo vypuštění dvanácti umělých družic země řady Bion se živými organismy na palubě. 

## Družice Bion
Družice Bion (typové označení: 12KS) byly konstrukčně odvozeny od průzkumných fotografických družic Zenit 2M. Sestávaly z kulové kabiny o průměru 2,43 m a hmotnosti 3100 kg; služebního úseku tvaru dvou spojených kuželů délky 2,25 m a největšího průměru 2,43 obsahujícím systémy orientace, motory a palivové nádrže; třetí částí družice byl pomocný kontejner válcového tvaru o průměru 1,9 m a výšce 0,9 m umístěný na opačné straně kabiny než služební úsek. Pomocný kontejner obsahoval chemické baterie a doplňkové experimenty. Uvnitř kabiny byl instalován systém životního zabezpečení schopný na 30 dní zajistit přežití krys, želv, hmyzu, hub a rybích jiker. Počínaje Bionem-6 byla družice upravena přidáním kójí pro dva makaky rhesus.

## Program
Předchůdcem programu Bion byl let družice Kosmos 110 se dvěma psy na palubě. Součástí programu Bion byly také lety průzkumných družic Zenit s moduly Nauka na palubě.
Družice Bion byly v letech 1973–1996 vynášeny nosnými raketami Sojuz, případně Sojuz-U, z kosmodromu Pleseck. Při letu prvního Bionu probíhal výzkum vlivu beztíže na živé organismy, Programem letu Bionu 2 bylo zkoušení ochrany před kosmickým zářením a vliv dlouhodobého stavu beztíže na krysách, želvách, hmyzu a mikroorganismech. Počínaje Bionem 3 se program stal mezinárodním a poprvé proběhly pokusy s využitím centrifugy. Bion 4 pokračoval ve zkoumání vlivu beztíže a umělé tíže. V Bionu 5 se zjišťoval vliv beztíže na vývoj zárodků savců a ptáků. Počínaje Bionem 6 žily na družicích i dvojice opic druhu makak rhesus.
Po delší přestávce byla roku 2013 vypuštěna modernizovaná družice Bion-M, vynesla ji raketa Sojuz 2-1a z Bajkonuru. Do roku 2020 jsou plánovány ještě čtyři starty družic Bion-M. nyní však již bez makaků.
Poznatky o chování a stavu živých organismů v kosmu byly využity při určování postupů, jak snížit negativní vlivy stavu beztíže na kosmonauty a zkrátit dobu adaptace jejich organismu.

## Seznam letů
| Veřejné jméno | Vlastní jméno | Start (UTC)                  | Nosná raketa | Kosmodrom | Přistání           |
| ------------- | ------------- | ---------------------------- | ------------ | --------- | ------------------ |
| Kosmos 605    | Bion 1        | 31. října 1973, 18:24:59     | Sojuz-U      | Pleseck   | 22. listopadu 1973 |
| Kosmos 690    | Bion 2        | 22. října 1974, 18:00:00     | Sojuz        | Pleseck   | 12. listopadu 1974 |
| Kosmos 782    | Bion 3        | 25. listopadu 1975, 17:00:00 | Sojuz        | Pleseck   | 15. prosince 1975  |
| Kosmos 936    | Bion 4        | 3. srpna 1977, 14:00:00      | Sojuz        | Pleseck   | 22. srpna 1977     |
| Kosmos 1129   | Bion 5        | 25. září 1979, 15:30:00      | Sojuz        | Pleseck   | 14. října 1979     |
| Kosmos 1514   | Bion 6        | 14. prosince 1983, 07:00:00  | Sojuz        | Pleseck   | 19. prosince 1983  |
| Kosmos 1667   | Bion 7        | 10. července 1985, 03:15:00  | Sojuz        | Pleseck   | 17. července 1985  |
| Kosmos 1887   | Bion 8        | 29. září 1987, 12:50:00      | Sojuz        | Pleseck   | 12. října 1987     |
| Kosmos 2044   | Bion 9        | 15. září 1989, 06:30:00      | Sojuz        | Pleseck   | 29. září 1989      |
| Kosmos 2229   | Bion 10       | 29. prosince 1992, 13:30:00  | Sojuz-U      | Pleseck   | 10. ledna 1993     |
| Bion 11       | Bion 11       | 24. prosince 1996, 13:50:00  | Sojuz-U      | Pleseck   | 7. ledna 1997      |
| Bion-M 1      | Bion-M 1      | 19. dubna 2013, 10:00:00     | Sojuz 2.1a   | Bajkonur  | 19. května 2013    |